# Roman Rogowski (duchowny)
Roman E. Rogowski (ur. 10 stycznia 1936 w Woli Hetmańskiej na Podolu, zm. 6 stycznia 2023 we Wrocławiu) – polski duchowny rzymskokatolicki, profesor zwyczajny, dr hab. teologii. Znany polski teolog dogmatyk, autor wielu prac z zakresu teologii, duchowości oraz esejów teologiczno-literackich poświęconych mistyce gór. Emerytowany wykładowca teologii dogmatycznej na Papieskim Wydziale Teologicznym oraz w Metropolitalnym Wyższym Seminarium Duchownym we Wrocławiu.

## Życiorys
Urodzony na Podolu, w rodzinie wielodzietnej jako siódme, ostatnie dziecko. Po wojnie ekspatriowany, wraz z rodziną zamieszkał w Ząbkowicach Śląskich, gdzie ukończył liceum ogólnokształcące i zdał maturę. Rozpoczęte studia filologiczne wkrótce przerwał i podjął pracę w banku, którą zakończył po roku, aby wstąpić do seminarium duchownego we Wrocławiu. Święcenia kapłańskie przyjął z rąk biskupa Andrzeja Wronki 14 sierpnia 1960 we Wrocławiu. W pierwszych latach kapłaństwa pracował jako wikariusz w parafii pod wezwaniem św. Bonifacego w Zgorzelcu, po czym podjął studia doktorskie z zakresu teologii dogmatycznej na Katolickim Uniwersytecie Lubelskim pod kierunkiem ks. Wincentego Granata. Ukończył je, broniąc pracy doktorskiej poświęconej teologicznej myśli Szkoły od św. Wiktora.
Po powrocie do Wrocławia podjął pracę dydaktyczną na Papieskim Fakultecie Teologicznym oraz w Wyższym Seminarium Duchownym. Habilitował się na podstawie dorobku naukowego na Papieskiej Akademii Teologicznej w Krakowie. Był dyrektorem Instytutu Teologii Systematycznej i kierownikiem I Katedry Teologii Dogmatycznej w PFT we Wrocławiu. Ceniony wykładowca i wychowawca, był promotorem około 319 prac magisterskich, 22 licencjackich i 7 doktorskich. Recenzował również szereg prac habilitacyjnych. 
Aktywny prelegent i rekolekcjonista, prowadził w całym kraju szereg wykładów poświęconych zarówno teologii naukowej, jak i duszpasterstwu, które realizował bezpośrednio jako kapelan klasztoru sióstr marianek we Wrocławiu. Przez wiele lat publikował w prasie lokalnej cykl cotygodniowych felietonów poświęconych zagadnieniom wiary w kontekście aktualnych wydarzeń. Prowadził również własną niedzielną audycję o podobnym charakterze w Polskim Radio Wrocław.
Był członkiem Klubu Wysokogórskiego i Polskiego Klubu Górskiego, z pasją poświęcał wolne chwile na wyprawy w góry Europy i innych kontynentów. Odwiedził Meksyk, Tajlandię, Indie, Wietnam i inne kraje. Jego podróże były kanwą publikowanych rozważań teologiczno-literackich poświęconych górom i ich mistyce. Pozycje te od lat cieszą się niesłabnącym zainteresowaniem czytelników.
Wieloletni współpracownik „Colloquium Salutis”, „Wrocławskiego Przeglądu Teologicznego”, „Nowego Życia”, „Gościa Niedzielnego”, „Tygodnika Powszechnego”, „Wieczoru Wrocławia” oraz „Gazety Wrocławskiej”.

## Teologiczny dorobek naukowy
Autor hipotez teologicznych „Salus vicaria”, „Deus compatiens” oraz „Transsubstantiatio paschalis”.

### Wybrane pozycje książkowe chronologicznie
- Mistyka gór, Wrocław 1983,
- Ewangelia na co dzień, Wrocław 1984,
- Bóg na moich drogach, Katowice 1986,
- Światłość i Tajemnica. Z problematyki teologii egzystencjalnej, Katowice 1986,
- I uczynisz Mi ołtarz z kamieni. Eucharystia i góry, Opole 1988,
- Jak Jakub z Aniołem, Warszawa 1988,
- W wichrze jest Pan, Wrocław 1990,
- Świat jest Jego cieniem, Katowice 1990,
- ABC teologii dogmatycznej. Wykłady ks. prof. Romana E. Rogowskiego w oprac. Sławomira Stasiaka, Robert Zawiły. Wrocław 1990, 1993, 1999, przy kolejnych wydaniach współpracował także Andrzej Małachowski.
- I poszła z pośpiechem w góry. Maryja i góry, Opole 1991,
- Teodrama, Opole 1992,
- Każdy zmierza do swojej Galilei, Katowice 1993,
- I rozbiło namiot wśród nas, Warszawa 1996,
- Chrystus, Eucharystia, Wolność, Warszawa 1996,
- Szukając tego, co zginęło, Opole 1996,
- Pisząc na piasku, Opole 1996,
- Pielgrzymi morza. Medytacje morskie, Opole 1996,
- Eucharystia nadzieją świata, Oleśnica 1997,
- Od wschodu słońca aż do jego zachodu. Eucharystia, człowiek, świat, Opole 1997,
- Poczynając od ostatnich, Opole 1998,
- Tarasy światła, Wrocław 1999,
- Ten, który wszystkie gwiazdy woła po imieniu. Eseje z teologii religii, Opole 1999,
- Zamieniłeś w taniec mój żałosny lament. Góry i radość, Opole 1999,
- Wicher i myśl, Katowice 1999,
- I w Twej Światłości oglądamy Światłość, Opole 2000,
- Matka naszych wypraw, Wrocław 2001,
- Jak odmieniasz strumienie na Południu, Opole 2001,
- Teoekologia: mistyka wszystkich rzeczy, Kraków 2002,
- Mistyka Tatr, Kraków 2002,
- Moja Ewangelia, moje góry, Bytom 2003,
- Pielgrzymując do bram raju, Opole 2003,
- Niewidomy spod Jerycha zadaje pytania. Z księdzem Romanem E. Rogowskim rozmawia Barbara Juśkiewicz. Wrocław 2003,
- Mistyczne Tatry, zdjęcia ks. Zbigniew Pytel, Kraków 2004,
- Mistyka gór. Album 2004,
- Nikt nie jest samotnym szczytem, Kraków 2004,
- Siedem dni w Tatrach, czyli jak dzisiaj żyć po chrześcijańsku, Wrocław 2004,
- Chociażbym chodził ciemną doliną, Wrocław 2005,
- Słowo i ogień, Katowice 2005,
- Być w sercu świata, 2005,
- Człowiek, teologia i góry, Wrocław 2005,
- Ziarnko gorczycy, Katowice 1988,
- Ja jestem drogą,
- On wędruje z nami do Emaus, Kraków 2006,
- „Ja jestem Drogą”: przykazania Chrystusa w wierze chrześcijanina, Wrocław 2006,
- Wicher i myśl,
- Oto dzień, który Pan uczynił,
- Spostrzegać Go pośród miasta, Częstochowa 2006,
- Ewangelia w słońcu, Wrocław 2006,
- Miłość ziemi – miłość nieba, Wrocław 2006,
- Wejść tak wysoko: z Janem Pawłem II chodząc po górach, Kraków 2006,
- Główne prawdy wiary: w co i jak wierzyć? Warszawa 2007,
- Teologia jako sztuka życia: praca zbiorowa pod red. ks. Romana E. Rogowskiego, ks. Andrzeja Małachowskiego. Wrocław 2008,
- Każdy dzień jest darem niebios,
- Ręce Marty i serce Marii, Częstochowa 2007,
- „Chrystus we mnie – ja w Chrystusie”: św. Pawła mistyka na co dzień, Warszawa 2008,
- Być źródłem światła w świecie, Warszawa 2008,
- Tajemnica Bożych powołań: powołanie do życia w samotności, Warszawa 2008,
- Żyjąc w światłości, Świdnica 2009.
- Tylko mi różę zostaw : notatki z RP 2008-2009, Świdnica 2009.
- Z Maryją, Matką Jezusa : mistyka maryjna, Warszawa 2009.
- Żyjąc w światłości, Nowa Ruda 2009.
- Tylko mi różę zostaw, Panie : notatki z RP 2010, Wrocław 2010.
- Na początku była miłość z Romanem Rogowskim rozmawia Ewa Nocoń, Częstochowa 2010.
- "Nawiedzi nas Wschodzące Słońce" : duchowość chrześcijańskiego Wschodu, Warszawa 2010.
- Wierność Chrystusa - wierność kapłana, Wrocław 2010.
- Jesteśmy pielgrzymami, Legnica 2010.
- Chcę obudzić jutrzenkę : notatki z RP 2010-2011, Nowa Ruda 2011
- Uwierz w piękne życie : notatki z RP 2011, Wrocław 2011.
- Życie jest rydwanem Boga : mądrości Isaaka Bashevisa Singera z komentarzem, Wrocław 2011.
- Uśmiech Boga, Zgorzelec 2011.
- "Nie bójcie się! Idźcie...", Wrocław 2012.
- Pisząc na ziemi, Wrocław 2012.
- "Żyć nauczyłem się prosto i mądrze" : jak dzisiaj żyć po chrześcijańsku, Wrocław 2013.
- Stary człowiek i góry, Wrocław  2013.
- Czas jest darem Bożym : notatki z RP 2011-2012, Wrocław 2013.
- Żyć kochając, Głogów 2015.
- Mistyka stworzenia, Głogów 2015.
- Oto Syn Twój - oto Matka Twoja : Maryja w moim życiu, Wrocław 2015.
- Bóg jest miłością : w miłości nie ma lęku, Głogów 2016

### Niektóre artykuły
- Naturalne poznanie Boga według Ryszarda ze Szkoły św. Wiktora. „Colloquium Salutis” 1, (1969), s. 141-163,
- Poznanie Boga przez wiarę według teologów ze Szkoły św. Wiktora w XII wieku. „Colloquium Salutis” 2, (1970), s. 171-180,
- Sakramentalna struktura Kościoła w dokumentach Soboru Watykańskiego II, „Colloquium Salutis” 4, 1972, s. 117-138,
- Sakrament Słowa Bożego, „Colloquium Salutis” 5, 1973, s. 157-174,
- Mysterium mortis. Nowe akcenty w teologii śmierci, „Colloquium Salutis” 6, 1974, s. 179-198,
- Człowiek w odwiecznym planie Boga, „Colloquium Salutis” 7, 1975, s. 27-40,
- Maryja jako pierwowzór człowieka wyzwolonego, „Homo Dei” 2(1976) s. 89-92,
- Profetyczne posłannictwo ludu Bożego, „Colloquium Salutis” 8, 1976, s. 145-167,
- Kapłan jako świadek tajemnicy, [w:] Osobowość kapłańska, red. Majka Józef, Wrocław 1976, s. 133-164,
- Eucharystia i kosmos, „Colloquium Salutis” 9, 1977, s. 159-176,
- Postęp ludzki w aspekcie teologicznym, [w:] Jakość życia. Człowiek wobec cywilizacji technicznej, red. Krucina Jan, Wrocław 1977, s. 223-231,
- Zbawcza misja Kościoła, [w:] Chrześcijanin w Kościele, red. Majka Józef, Wrocław 1979, s. 215-223,
- Eucharystia a kultura. Rozważania teologiczno-ascetyczne na X Wrocławskich Dniach Duszpasterskich, „Colloquium Salutis” 12, 1980, s. 293-307,
- Refleksje nad tajemnicą religii pozachrześcijańskich na przykładzie hinduizmu, [w:] Ewangelizacja, red. Krucina Jan, Wrocław 1980, s. 383-418,
- Teoekologia: Szkic z teologii doświadczenia, „Colloquium Salutis”, 13, 1981, s. 191-201,
- Pneumatologiczny wymiar duchowości chrześcijańskiej, [w:] Kultura życia wewnętrznego, red. Krucina Jan, Wrocław 1983, s. 59-88,
- Posłannictwo teologa dzisiaj, „Colloquium Salutis” 16, 1984, s. 169-192,
- Teologia i mistyka w dziełach Juliusza, [w:] Misericordia et Veritas. Księga Pamiątkowa ku czci Księdza Biskupa Wincentego Urbana, red. Józef Mandziuk i Józef Pater, Wrocław 1986, s. 283-304,
- Eucharystia – misterium paschalne, [w:] Eucharystia, red. Krucina Jan, Wrocław 1987, s. 69-80,
- Teologia człowieka w chrześcijańskiej myśli bizantyjsko-słowiańskiej, [w:] Osoba – Kościół – Społeczeństwo: księga pamiątkowa ku czci Księdza Profesora Józefa Majki, red. Dec Ignacy, Wrocław 1992, s. 343-353,
- Salus vicaria. Hipoteza zbawienia zastępczego, „Wrocławski Przegląd Teologiczny” 1, 1993, 2, s. 39-48,
- Fides integralis. Wiara i moralność w kontekście „Veritatis splendor”, [w:] W prawdzie ku wolności. W kręgu encykliki „Veritatis splendor”, red. Janiak Edward, Wrocław 1994, s. 266-274,
- Teologia zbawienia – wczoraj i dziś, [w:] Gdzie szukać zbawienia?, red. Dec Ignacy, Wrocław 1994, s. 17-26,
- Compassio Dei. Próba hipotezy cierpiącego Boga, „Wrocławski Przegląd Teologiczny” III, 1995, 2, s. 63-76,
- Theosis – człowiek powołany do przebóstwienia, „Wrocławski Przegląd Teologiczny” III, 1995, 1, s. 59-71,
- Kościół Eucharystii, [w:] W blasku Eucharystii. Materiały z sympozjum „Eucharystia w dziejach Kościoła na ziemiach polskich ze szczególnym uwzględnieniem Śląska” oraz z XXVI Wrocławskich Dni Duszpasterskich, red. Dec Ignacy, Wrocław 1996, s. 203-219,
- Egzystencja Eucharystyczna, [w:] W blasku Eucharystii, Materiały z sympozjum „Eucharystia w dziejach Kościoła na ziemiach polskich ze szczególnym uwzględnieniem Śląska” oraz z XXVI Wrocławskich Dni Duszpasterskich, red. Dec Ignacy, Wrocław 1996, s. 463-469,
- Eucharystia buduje Kościół, „Wrocławski Przegląd Teologiczny” V, 1997, 1, s. 103-110,
- „Abyśmy poznawali prawdziwego”. Myśl judaistyczna jako interpretacja w teologii chrześcijańskiej, „Wrocławski Przegląd Teologiczny” VI, 1998, 2, s. 51-64,
- Duch Święty w Kościele: Słowo i Sakrament, [w:] Ducha nie gaście. W stronę wielkiego jubileuszu roku 2000, red. Dec Ignacy, Wrocław 1998, Sympozja i sesje naukowe 5, s. 107-127,
- Muzyka i sacrum. Szkic z teologii muzyki, „Wrocławski Przegląd Teologiczny” VI, 1998, 1, s. 89-99,
- Tajemnica Ojcostwa Bożego i misterium Kościoła, [w:] „Abba”, Ojcze. W stronę wielkiego jubileuszu roku 2000, red. Dec Ignacy, Wrocław 1998, Sympozja i sesje naukowe 6, s. 87-102,
- Podzielony człowiek, [w:] Słowo nieskowane. Księga Jubileuszowa dla ks. Jana Kruciny, red. Nowicki Andrzej i Tyrawa Jan, Wrocław 1998, s. 399-408,
- Wcielenie i Odkupienie – dar dla człowieka i świata, [w:] Jezus Chrystus wczoraj i dziś, i na wieki, red. Ignacy Dec, Wrocław 1999, Sympozja i sesje naukowe 7, s. 37-49,
- Misterium Trójcy Świętej w duchowości maryjnej, [w:] Służcie Panu z weselem. Księga Jubileuszowa ku czci kard. Henryka Gulbinowicza, red. Ignacy Dec, Wrocław 2000, t. 2, s. 273-388,
- Być człowiekiem: rozważania o człowieczeństwie, [w:] W kręgu chrześcijańskiego orędzia moralnego. Księga Jubileuszowa poświęcona ks. prof. Antoniemu Młotkowi, red. Marian Biskup, Tadeusz Reroń, Wrocław 2000, s. 139-155,
- Kenoza Maryi, [w:] Unxit et misit. Księga Jubileuszowa ku czci Księdza Biskupa Józefa Pazdura, red. Ignacy Dec, Wrocław 2000, s. 459-477,
- Aktualność Deklaracji „Dominus Iesus”, „Wrocławski Przegląd Teologiczny” 9, 2001, 1, s. 11-19,
- Fone Theou „Głos Boga” jako teofoniczna forma komunikacji Bosko-ludzkiej, [w:] Veritati Salvificae Servire. Księga pamiątkowa dedykowana ks. prof. zw. dr hab. Edwardowi Góreckiemu z racji 70 rocznicy urodzin, red. Wiesław Wenz, Wrocław 2002, s. 361-374,
- Aktualność kard. Stefana Wyszyńskiego, [w:] Kompas dla Kościoła trzeciego tysiąclecia, red. Ignacy Dec, Wrocław 2002, Sympozja i sesje naukowe 9, s. 239-248,
- Katecheza żywa, [w:] Kościół katechizujący i katechizowany, red. Ignacy Dec, Wrocław 2003, Sympozja i sesje naukowe 10, s. 249-265,
- Dar największy: prawdy podstawowe w encyklice „Ecclesia de Eucharistia”, „Wrocławski Przegląd Teologiczny” 11, 2003, 1, s. 25-28.